# Miguel-Anxo Murado
Miguel-Anxo Murado López, nascido em Lugo (Galiza) em 2 de maio de 1965, é um jornalista, cronista de guerra e perito em política internacional, escritor em inglês, galego e castelhano, poeta, historiador e roteirista galego.

## Trajetória
É irmão do pintor Antonio Murado e da arquiteta Clara Murado.
Graduou-se em Geografia e História na Universidade de Santiago de Compostela, onde se especializou em Arqueologia. Ele completou um mestrado em Política Internacional no Centre Europeén de Recherches Internacionales et Stratégiques em Bruxelas.
Iniciou sua carreira literária aos 17 anos, em 1983, ganhando o Prêmio Café Gijón de curta-metragem em castelhano com a obra Metamorfosis benezianas. Em 1985 publicou o seu primeiro livro em galego, Bestiario dos descontentos, um conjunto de contos ilustrados por seu irmão, ao qual se seguiu em 1986 De soños e derribos (mais tarde intitulado Memoria de derribos), Ruído. relatos de guerra (1995), Mércores de cinza (1997), Caderno do Xapón (2000), Lapidario (2003) e O soño da febre (2007).
Como roteirista, trabalhou nas séries de ficção Pratos combinados, A familia Pita e Mareas vivas e nas longas-metragens La ley de la frontera (dirigido em 1995 por Adolfo Aristarain) e Fisterra (1999, Xavier Villaverde); Hoje el continua a trabalhar em séries, como Aldán e Eva (1990), Tres días de abril (2010) ou Salgadura (2013), e documentários, como Lendas do mar (1986), Galicia, cruce de miradas (2007) e O incerto Sr. Cunqueiro, (2011) sobre Álvaro Cunqueiro, também traduzido para o castelhano.
Dedicou a maior parte da sua atividade profissional ao jornalismo. Foi membro do Conselho Editorial da revista Luzes de Galiza e colaborou com diversos meios de comunicação galegos (entre eles, Tempos Novos, El Correo Gallego/ Galiza Hoxe) e colaborador em língua inglesa para vários meios de comunicação estrangeiros, incluindo a BBC, The Guardian e o New York Times. Trabalhou como correspondente de guerra nos Balcãs (em 1991 e em 1993), onde cobriu o que aconteceu na Croácia e em Bósnia. De 1998 a 2003 residiu no Oriente Médio, onde atuou como assessor de imprensa das Nações Unidas, como chefe de relações exteriores do Ministério do Meio Ambiente Palestino e depois do Ministério de Belém (2000). Após esta etapa, continuou seu trabalho jornalístico como correspondente em Jerusalém para o jornal El Mundo durante os três primeiros anos da Intifada e para a agência de notícias Europa Press . Outra das suas linhas de trabalho desenvolveu-se na área radiofónica, concretamente no canal Rádio Círculo (Madrid), que dirigiu entre 2004 e 2005.
Atualmente colabora com La Voz de Galicia como redator de artigos ("Escrito en cafeterías" e "Libro de horas") e analista internacional. Na sua especialidade, trabalha também para outros meios de comunicação espanhóis (como no programa "A vivir que son dos días" da Cadena Ser) e para prestigiados meios de comunicação internacionais: o canal britânico BBC World Service, BBC 4, Russia Today TV e The New York Times e The Guardian, entre outros.
Xurxo Borrazás considera que tem um estilo próprio, uma prosa desapaixonada.

## Obras

### Em galego

#### Narrativa
- De sonhos e derribos, 1986 . Publicado como Memoria de derribos em 1993, Editorial Galaxia.
- Lista de correos (conto). Contos do Castromil, 1992.
- Pedro e o Lobo, 1992. Adaptação da história tradicional russa para quadrinhos desenhados por Miguelanxo Prado.
- Ruído. Histórias de guerra , 1995, Galáxia. Traduzido para castelhano e inglês.[22]
- Mércores de Cinzas, 1997, Galáxia. Traduzido para o inglês.[23]
- O sonho da febre, 2007, Galáxia. Traduzido para o castelhano: El sueño de la fiebre . Lengua de trapo.[24]
- Fin do século na Palestina, 2008, Galaxia. Traduzido para o castelhano: Fin de siglo en Palestina. Língua de pano.[25]
- Escrito em cafés, 2014, Galáxia.[26]
- Livro de horas, 2016, Galáxia.
- Tres minutos no ar (2019). Galáxia. 232 páginas. Colaborações no programa Diário cultural da Rádio Galega.[27][28]

#### Poesia
- Bestiário dos descontentes, 1985, General, ilustrado por Antonio Murado. Traduzido para o inglês: A Bestiary of Discontent, 1993, The Edwin Meller Press.[29]
- Lapidário do heterodoxo, 1990, Sociedade Cultural Valle-Inclán. Reeditado por Tris-Tram.
- Lapidary, 2004, Xerais.

#### Teatro
- A grande noite de Fiz, 1994,[30] lançado em 1992.
- Historias peregrinas, 1995,[31] lançado em 1995; relançado em 2010.

#### Redação (ensaio)
- Luis Pimentel, umha fotobiografia, 1990, biografia de Luis Pimentel, Xerais.
- Caderno do Xapón, 2000, Galáxia.

#### Tradução
- As Cidades Invisíveis, de Italo Calvino, 2000, Xerais.

#### Obras coletivas
- O relato breve. Seleção de uma década (1980 -1990) , 1990, Galáxia.
- Berra Liberdade, 1996, Galáxia.
- Materia-prima, 2002, Xerais.
- From the beginning of the sea (Desde o início do mar), 2008, Foreign Demand.

### Em castelhano

#### Narrativa
- Metamorfosis benezianas, 1983. Ediciones Polar.

#### Redação
- Outra ideia da Galiza, 2008, Debate. Traduzido para o galego: Outra idea da Galiza, 2013, Debate.
- La Segunda Intifada. Historia de la revuelta palestina, 2008.
- La invençión del pasado. Verdad y ficción en la historia de España , 2013, Debate.

#### Guias de viagem
- Santiago de Compostela . 2002. Co-autoria com Suso de Toro.
- Santiago de Compostela . Anaya.
- Santiago de Compostela . Anaya. Edição de bolso.

## Prêmios e indicações
- Em 1983 recebeu o Prêmio Café Gijón de Metamorfoses de Beneciano.
- Em 1990 foi finalista do Prêmio Esquío de Poesia com o Lapidar dos Heterodoxos.
- Em 1996 recebeu o Prêmio San Clemente de Narrativa para Ruído, Histórias de Guerra (ex aecquo com o escritor italiano Antonio Tabucchi).
- Por três anos consecutivos, recebeu o Prêmio Carlos Velo de roteiro cinematográfico da Xunta de Galicia por Tres días sin hacer nada, A grande noite de Fiz e Fronteira.
- Em 2005 recebeu o Prêmio de Jornalismo Francisco Fernández del Riego por seu artigo "Chamadas perdidas"[32] (publicado em La Voz de Galicia cinco dias depois dos atentados de Madri e coletado em 2014 em sua obra Escrito en cafeterías).
- Em 2008 recebeu o Prémio da Crítica Galega, na secção Criação Literária, o Prémio Associação de Escritores de Língua Galega e o Prémio Losada Diéguez pela sua obra narrativa O Sonho da Febre .
- No ano seguinte foi novamente galardoado com o Prémio da Associação de Escritores de Língua Galega e o Prémio Ánxel Casal e o Prémio Frei Martín Sarmiento pelo conto autobiográfico Fim do Século na Palestina.

### Prêmios Mestre Mateo
| Ano  | Categoria      | Filmes    | Resultado |
| ---- | -------------- | --------- | --------- |
| 2013 | Melhor Roteiro | Salgadura | Nomeado   |